# Erastia
Erastia — рід деревних грибів родини трутовикових. Назва вперше опублікована 2005 року, рід названий на честь видатного естонського міколога Ераста Пармасто.

## Класифікація
До роду Erastia відносять 2 види:
- Erastia ochraceolateritia
- Erastia salmonicolor